# Macrodactylus penai
Macrodactylus penai är en skalbaggsart som beskrevs av Frey 1972. Macrodactylus penai ingår i släktet Macrodactylus och familjen Melolonthidae. Inga underarter finns listade i Catalogue of Life.